# Sisu (película)
Sisu es una película de acción histórica de 2022 escrita y dirigida por Jalmari Helander. Ambientada en la Laponia finlandesa durante la Segunda Guerra Mundial (1939-1945), la película narra la historia de un buscador de oro que intenta asegurar su oro de un escuadrón de la muerte nazi que está liderado por un brutal oficial de las SS.
La película está protagonizada por Jorma Tommila, Aksel Hennie, Jack Doolan y Mimosa Willamo.
La película se rodó en 2021 en Laponia
con un presupuesto de unos 6 millones de euros.
Según el director Helander, la película de acción estadounidense de 1982, First Blood, y el francotirador militar finlandés de la vida real Simo Häyhä, fueron gran fuente de inspiración para la película.
Sin embargo, la película ya ha sido comparada en gran medida con las películas de John Wick debido a su acción extremadamente violenta.
Sony Pictures Worldwide Acquisitions adquirió los derechos de distribución internacional, y Lionsgate adquirió los derechos en Estados Unidos.
La película debutó en la sección Midnight Madness del Festival Internacional de Cine de Toronto el 9 de septiembre de 2022.
La película se estrenó en Finlandia el 27 de enero de 2023 y tuvo un estreno limitado en cines en Estados Unidos el 28 de abril de 2023. En España se estrenó también el 28 de abril de 2023,

## Argumento
A finales de 1944, durante la Guerra de Laponia, el buscador de oro y veterano de la Guerra de Invierno, Aatami Korpi, vive solo en las remotas tierras salvajes de Laponia, buscando oro. Sus esfuerzos por fin dan fruto cuando descubre un rico depósito de oro. Tras haber recogido una gran cantidad de pepitas de oro, Aatami se pone en marcha para entregarlas en la ciudad más cercana.
En el camino, Aatami se encuentra con un pelotón de la Wehrmacht de 30 hombres liderados por el despiadado Obersturmführer (capitán) de las SS, Bruno Helldorf, y su subordinado, Wolf, que van destruyendo asentamientos conforme se retiran y han tomado decenas de prisioneros.
Aunque en un principio Bruno y el pelotón se interesan poco por Aatami, cambian de opinión al enterarse del oro que esconde e intentan arrebatárselo. Lo que desconocían era que durante la Guerra de Invierno Aatami fue un hábil luchador apodado Koschéi (que significa ‘el inmortal’). Sus intentos de capturar a Aatami y robarle el oro darán lugar a una serie de brutales enfrentamientos.

## Reparto
- Jorma Tommila como Aatami Korpi
- Aksel Hennie como Bruno Helldorf
- Jack Doolan como Wolf
- Mimosa Willamo como Aino
- Onni Tommila como Schütze

## Recepción

### Crítica
En Rotten Tomatoes, de 40 críticas, el 98 % fueron positivas, con una calificación media de 7,6/10.

### Galardones
| Año  | Otorgar                         | Categoría          | Nominado(s)                | Resultado |
| ---- | ------------------------------- | ------------------ | -------------------------- | --------- |
| 2022 | 55.º Festival de Cine de Sitges | Mejor película     | Sisu                       |           |
| 2022 | 55.º Festival de Cine de Sitges | Mejor actor        | Jorma Tommila              |           |
| 2022 | 55.º Festival de Cine de Sitges | Mejor fotografía   | Kjell Lagerroos            |           |
| 2022 | 55.º Festival de Cine de Sitges | Mejor banda sonora | Juri Seppä, Tuomas Wäinölä |           |